# سازدهنی کروماتیک
سازدهنی کروماتیک (به انگلیسی: Chromatic harmonica)، یکی از انواع سازدهنی است که از یک شستی برای تعویض زبانهٔ حامل سوراخ‌های نواختن استفاده می‌کند. این ساز در مواقع عادی کلیدهای دیاتونیک را می‌نوازد اما با فشار دادن شستی، نیم‌پرده بالاتر از هر نُت نواخته می‌شود. به همین دلیل یک سازدهنی کروماتیک می‌تواند تمامی ۱۲ نت کروماتیک سازهای غربی را بنوازد و به همین دلیل در موسیقی‌های جاز، کلاسیک و پاپ کاربرد بیشتری نسبت به دیگر انواع سازدهنی (ترمولو و دیاتونیک) دارد.

## ویژگی
سازدهنی‌های کروماتیک را معمولاً در اندازه‌های ۱۰سوراخه (۱۰۴۰)، ۱۲سوراخه (۱۲۴۸) و ۱۶سوراخه (۱۶۶۴) می‌سازند که به ترتیب قادر به نواختن ۲٫۵ اکتاو، ۳ اکتاو و ۴ اکتاو هستند. و کلید دو ماژور (C) به علت راحتی بکارگیری و راحتی به‌خاطر سپردن آن، بیشترین کاربرد را دارد. سازدهنی‌های کروماتیک همیشه بالاترین قیمت را در میان انواع سازدهنی‌ها (کروماتیک، ترمولو و دیاتونیک) دارند.

## چینش نت‌ها در کلید C (دو ماژور)
سازدهنی‌های کروماتیک را به‌طور سنتی در کلید C (دو ماژور) می‌سازند. نظم موجود در نت‌ها در این کوک باعث یادگیری و به‌خاطر سپردن آسان‌تر نت‌ها می‌شود. چینش نت‌ها در سازدهنی کروماتیک ۱۶ سوراخه با کلید C در جدول زیر آمده‌است. این چینش در ۱۲ سوراخه نیز به همین ترتیب است اما با چهار سوراخ کمتر. اما معمولاً در ۱۰ سوراخه، دو سوراخ پایانی (سوراخ‌های شمارهٔ ۹ و ۱۰) دارای نت‌های متفاوتی هستند مگر اینکه به صورت Solo تنظیم شده باشند که به آن Solo Tuned می‌گویند.
| دمیدن        | C  | E  | G  | C  | C | E | G | C | C | E | G | C | C | E  | G  | C  |
| در ۱۶-سوراخه | `۱ | `۲ | `۳ | `۴ | ۱ | ۲ | ۳ | ۴ | ۵ | ۶ | ۷ | ۸ | ۹ | ۱۰ | ۱۱ | ۱۲ |
| مکش          | D  | F  | A  | B  | D | F | A | B | D | F | A | B | D | F  | A  | B  |

| دمیدن        | C♯ | F  | G♯ | C♯ | C♯ | F  | G♯ | C♯ | C♯ | F  | G♯ | C♯ | C♯ | F  | G♯ | C♯ |
| در ۱۶-سوراخه | `۱ | `۲ | `۳ | `۴ | ۱  | ۲  | ۳  | ۴  | ۵  | ۶  | ۷  | ۸  | ۹  | ۱۰ | ۱۱ | ۱۲ |
| مکش          | D♯ | F♯ | A♯ | C  | D♯ | F♯ | A♯ | C  | D♯ | F♯ | A♯ | C  | D♯ | F♯ | A♯ | D  |